# Lisiny (województwo warmińsko-mazurskie)
Lisiny (niem. Forsthaus Lissuhnen) – osada leśna w Polsce położona w województwie warmińsko-mazurskim, w powiecie mrągowskim, w gminie Mikołajki.
W latach 1975–1998 miejscowość administracyjnie należała do województwa suwalskiego.